# František Bohdal
František Bohdal (17. ledna 1927 Kamenný Újezd - 7. července 2012 Brno) byl český herec, dramatik, básník a prozaik.

## Životopis
Narodil se 17. ledna 1927 v Kamenném Újezdu u Českých Budějovic. Prošel divadly v Kolíně, Pardubicích i Jihlavě, ale jeho nejdůležitější působiště bylo Divadlo bratří Mrštíků, kde zakotvil roku 1959. Kromě herectví byl také vedoucím propagačního oddělení. Byl to právě on, kdo realizoval vznik zájezdové skupiny Divadla bratří Mrštíků. Jeho první hra, Jen si nezvyknout, byla v DbM uvedena již v roce 1963. Do penze odešel roku 1983, občas však vystupoval pohostinsky. K jeho 80. narozeninám byl v roce 2007 Mahenovým památníkem v Brně uveden pětasedmdesátiminutový pořad - monolog Ze střípků dlouhého života. Byl ženatý s herečkou Růženou Michalovou (1928–2016), která taktéž působila v DbM.